# フレッシュ・ワロンヌ2013
フレッシュ・ワロンヌ2013は、フレッシュ・ワロンヌの76回目のレース。2013年4月17日に行われた。

## 参加チーム
UCIプロチーム
| チーム名                                | 国籍           | コード |
| --------------------------------------- | -------------- | ------ |
| AG2R・ラ・モンディアル                  | フランス       | ALM    |
| アルゴス・シマノ                        | オランダ       | ARG    |
| アスタナ                                | カザフスタン   | AST    |
| ブランコ                                | オランダ       | BLA    |
| BMC・レーシングチーム                   | アメリカ合衆国 | BMC    |
| キャノンデール                          | イタリア       | CAN    |
| エウスカルテル・エウスカディ            | スペイン       | EUS    |
| FDJ                                     | フランス       | FDJ    |
| ガーミン・シャープ                      | アメリカ合衆国 | GRS    |
| カチューシャ                            | ロシア         | KAT    |
| ランプレ・メリダ                        | イタリア       | LAM    |
| ロット・ベリソル                        | ベルギー       | LTB    |
| モビスター・チーム                      | スペイン       | MOV    |
| オリカ・グリーンエッジ                  | オーストラリア | OGE    |
| オメガファーマ・クイックステップ        | ベルギー       | OPQ    |
| レディオシャック・レオパルド            | ルクセンブルク | RLT    |
| チーム・サクソバンク - ティンコフバンク | デンマーク     | TST    |
| チーム・スカイ                          | イギリス       | SKY    |
| ヴァカンソレイユ・DCM                   | オランダ       | VCD    |

招待チーム
- アクセント・ジョブス - ワンティ（ ベルギー、AJW）
- コロンビア（ コロンビア、COL）
- クレラン - ユーフォニー（ ベルギー、CRE）
- IAM（ スイス、IAM）
- ソジャスュン（ フランス、SOJ）
- トップスポート・フラーンデレン - バロワーズ（ ベルギー、TSV）

## 成績
- バンシュ 〜 ユイ　205㎞

| 順位 | 選手名                     | 国籍         | チーム                           | 時間          |
| ---- | -------------------------- | ------------ | -------------------------------- | ------------- |
| 1    | ダニエル・モレノ           | スペイン     | カチューシャ                     | 4時間52分33秒 |
| 2    | セルヒオ・エナオ           | コロンビア   | チーム・スカイ                   | +03秒         |
| 3    | カルロス・ベタンクール     | コロンビア   | AG2R・ラ・モンディアル           | 同            |
| 4    | ダニエル・マーティン       | アイルランド | ガーミン・シャープ               | 同            |
| 5    | ミハウ・クヴィアトコヴスキ | ポーランド   | オメガファーマ・クイックステップ | 同            |
| 6    | ホアキン・ロドリゲス       | スペイン     | カチューシャ                     | +08秒         |
| 7    | アレハンドロ・バルベルデ   | スペイン     | モビスター・チーム               | 同            |
| 8    | イゴル・アントン           | スペイン     | エウスカルテル・エウスカディ     | 同            |
| 9    | バウク・モレマ             | オランダ     | ブランコ                         | 同            |
| 10   | リナルド・ノチェンティーニ | イタリア     | AG2R・ラ・モンディアル           | 同            |